# École nationale d'administration
École nationale d'administration (ENA; slovensko: Nacionalna šola za upravo) je bila ena izmed najprestižnejših francoskih višjih šol. Ustanovljena je bila leta 1945 z namenom demokratizacije dostopa do javnih storitev na višji ravni. Institucija je bila odgovorna za izbor, začetno in nadaljnje usposabljanje francoskih in mednarodnih administrativnih delavcev. ENA je bila prav tako simbol republiške meritokracije, ki svojim nekdanjim študentom ponuja dostop do ključnih vodilnih položajev v državi.
V Strasbourgu je vsako leto študiralo od 80-100 študentov, v Strasbourgu pa je bilo poleg sto tujih študentov še približno 60 magistrskih in magistrskih študentov. Vsak se je lahko nadalje usposabljal v Parizu. Nekdanji učenci šole se imenujejo "enarques".
Leta 2019 je francoski predsednik Emmanuel Macron (tudi sam diplomant ENA) napovedal ukinitev in zamenjavo ENA. Aprila 2021 je Macron potrdil zaprtje šole in odločitev označil za "najpomembnejšo reformo višjih javnih služb" od ustanovitve šole leta 1945. Uradno je bila ENA ukinjena 31. decembra 2021, nasledil jo je Institut national du service public (INSP).

## Znani diplomanti
- Jean Castex, predsednik vlade Francije
- Valéry Giscard d'Estaing, predsednik Francije
- François Hollande, predsednik Francije
- Emmanuel Macron, predsednik Francije